# Schaden (Zeitschrift)
Schaden war eine Samisdat-Kunstzeitschrift in der DDR von 1984 bis 1987.

## Geschichte
Seit Oktober 1984 wurde die Reihe Schaden herausgegeben. Sie enthielt literarische Texte, Grafiken und Fotografien von jungen Künstlern. Das Konzept war auf experimentelle Formen ausgerichtet, im Gegensatz zu offiziell vorherrschenden Kunstnormen der DDR.
Die Texte wurden mit Schreibmaschinendurchschlägen vervielfältigt, die Grafiken und Fotografien mit technischen Verfahren. Von jedem Heft erschienen lediglich 35 Ausgaben. Jeder der jeweils beteiligten Künstler erhielt ein Exemplar, einige weitere wurden in der DDR und der Bundesrepublik verkauft. Jeweils eines war in der Umweltbibliothek Berlin und der Galerie in Leipzig öffentlich einzusehen.
Die Herausgeber wechselten in den einzelnen Ausgaben, darunter waren Sascha Anderson, Heike Drews, Egmont Hesse und Johannes Jansen. Die Zeitschrift Schaden wurde zu einem Sammelpunkt junger Künstler der DDR, ihre Texte und Grafiken wurden als Anregungen und Impulse für die alternative Kunstszene aufgenommen. 1986 gab es eine Ausstellung mit Werken beteiligter Künstler in der Samaritergemeinde in Berlin. Danach entstanden weitere Publikationsreihen nach einem ähnlichen Konzept, wie Ariadnefabrik und Liane.
Im November 1987 erschien das 17. und letzte Heft.